# Ганзбург Григорій Ізраїлевич
Григо́рій Ізра́їлевич Га́нзбург (нар. 25 вересня 1954, Харків) — український музикознавець, педагог, музичний критик. Також концертує як піаніст.

## Біографія

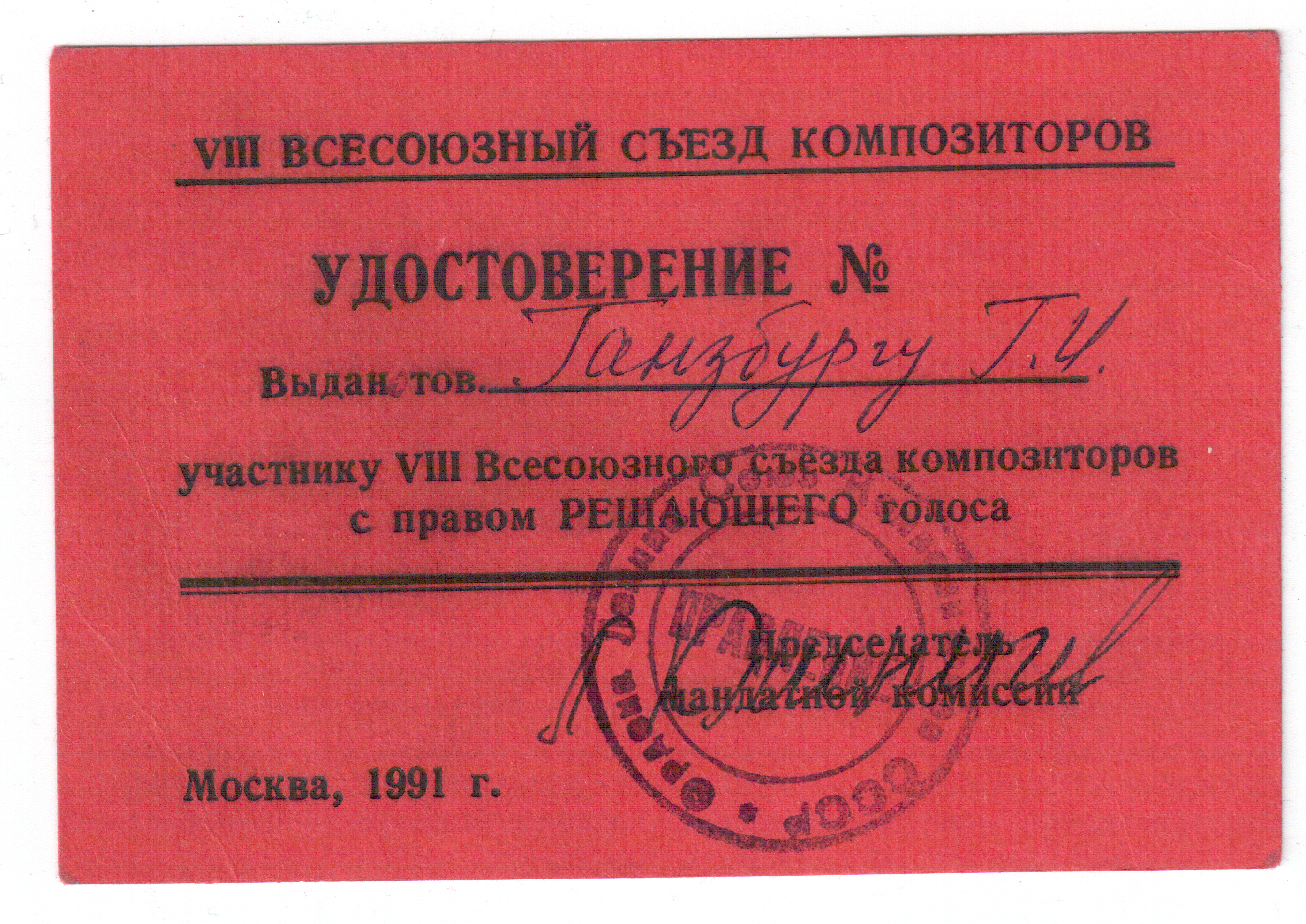

Закінчив 1978  Харківський державний інститут мистецтв ім. І. П. Котляревського (історико-теоретичний факультет) по класу Л. М. Булгакова. Навчався також у Г. О. Тюменєвої (історія музики, фольклор), М. Д. Тіца (поліфонія, історія музично-теоретичних систем, методика викладання), О. В. Гусарової (аналіз музичних творів), З. Б. Юферової (історія зарубіжної музики, музична бібліографія), М. Р. Черкашиної (сучасна музика, педагогічна практика), В. С. Бібіка (інструментування, читання партитур). Перед тим почав освіту як піаніст, учень Л. Г. Фейгіної, С. Е. Гросман, Б. Ю. Юхт; закінчив 1973 Харківську середню спеціальну музичну школу по класу І. М. Дубініна (теорія музики), Н. С. Тишко (історія музики).
У 1978—1985 викладач Полтавського музичного училища ім. М. В. Лисенка (навчальні курси: «Аналіз музичних творів», «Поліфонія», «Гармонія», «Сольфеджіо», «Методологія музикознавчого аналізу», «Композиція»).
З 1984 — викладач Харківського музичного училища ім. Б. М. Лятошинського, з 1998 — викладач вищої категорії, з 2006 — викладач-методист (навчальні курси: «Основи теорії музики», «Сольфеджіо», «Інструментознавство», «Читання оркестрових партитур», «Народна музична творчість», «Світова музична література», «Основи музичної критики», «Музичне краєзнавство»).
У 1984—2009 (з перервами) — викладач Харківського державного інституту (університету) мистецтв ім. І. П. Котляревського (навчальні курси: «Сольфеджіо», «Гармонія»); з 2013 — член Спеціалізованої вченої ради із захисту дисертацій при ХНУМ .
Дисертація: «Пісенний театр Роберта Шумана» (науковий керівник М. Р. Черкашина-Губаренко) — виконана на кафедрі історії зарубіжної музики Національної музичної академії України (Київ).
У 1992—2002 — науковий керівник Міжнародного музичного фестивалю «Харківські асамблеї»[джерело?].
З 1993 — директор Інституту музикознавства[джерело?].

З 2013 — член Спеціалізованої вченої ради (К 64.871.01) із захисту дисертацій при Харківському національному університеті мистецтв ім. І. П. Котляревського.

## Громадська діяльність
- Член Національної Спілки композиторів України (з 1989), Спілки композиторів колишнього СРСР (з 1990), Спілки композиторів Росії (з 2009).
- Член Національної Всеукраїнської музичної спілки (з 1992).
- Член Національної спілки журналістів України (з 2011).
- Співзасновник і віце-президент Об'єднання творчої інтелігенції «Круг» (з 1993)[джерело?]
- Співзасновник Харківського фонду підтримки молодих обдаровань (1994)[джерело?].
- Президент Шубертівського товариства в Харкові (з 1996)[джерело?].
- Співзасновник і Член Правління Благодійного фонду «Харківські асамблеї» (з 2012)[джерело?].
- Член журі професійних конкурсів і олімпіад, зокрема, в листопаді 2017 та 2019 років брав участь у роботі журі Першого та Другого всеукраїнського конкурсу вокалістів «Світова класика українською»[6][7]

## Творча та наукова діяльність
Автор праць у галузях історії та теорії музики, шуманознавства, шубертознавства, музичної педагогіки, джерелознавства, лексикографії.
В 1976 запровадив новий напрямок музикознавства — лібретологію (наука про вербальний компонент музичних творів).
У 1996 розробив та впровадив навчальний курс «Музичне краєзнавство». Укладач навчальної програми з музичної критики[джерело?].
У 1997 на запрошення Міжнародного шубертівського інституту (Internationales Franz-Schubert-Institut) (Австрія) виступив з доповіддю на ювілейній шубертівській конференції у Відні, де був єдиним представником від України (як очільник Шубертівського товариства та автор книги, присвяченої творчості Франца Шуберта)[джерело?].
Має понад 200 публікацій у наукових збірниках та періодичних виданнях. Автор книг про музику Ф. Шуберта, Р. Шумана, С. Рахманінова, О. Даргомижського.
Редактор-упорядник щорічника «Харківські асамблеї» (1992—1995), 28-ми наукових збірників.
Опублікував та ввів до наукового вжитку нові архівні документи, що стосуються композиторів О. М. Скрябіна, Д. Д. Шостаковича, С. О. Нанія, М. В.  Кармінського, І. С. Польського, піаністки М. В. Юдіної, літераторів Є. Б. Кульман, О. С. Шишкова, О. О. Блока, С. Свириденко, В. П. Коломійцова, М. І. Цвєтаєвої.
Редактор оригінальних видань нот Г.-Ф.  Генделя, Ф. Шуберта, Р. Шумана, А. Дворжака, до яких здійснив еквіритмічні переклади вокальних текстів, публікатор і редактор нових творів В. Борисова,М. Кармінського, В. Іванова та ін.

Автор музичних творів, переважно вокальних та хорових. Серед них «Псалом № 136» на вірші Т. Шевченка для мішаного хору, солоспіви на вірші М. Цвєтаєвої, О. Мандельштама, Б. Пастернака, С. Черкасенка, Л. Первомайського.
Автор і ведучий теле- та радіопрограм[яких?].
Голова редколегії часопису «Истоки» (в 1997—2002 рр.). Член редколлегії наукового журналу «Вестник Саратовской консерватории. Вопросы искусствознания» та редколлегії Міжнародного відділу наукового журналу «ИКОНИ/ICONI: Искусство. Культура. образование. Научные исследования».
Автор статей в Українській музичній енциклопедії, Енциклопедії сучасної України.
Серед учнів: І. В. Альбова, Л. А. Гнатюк, В. О. Шейко, О. О. Корчова, І. Л. Сахно, Н. В. Червинська[джерело?].

## Нагороди
- Лауреат муніципальної премії ім. І. І. Слатіна (1997)[11] [джерело?].
- Лауреат Гранд-премії Харківської облдержадміністрації та Харківської облради в галузі культури і мистецтва (2014)[12].
- Переможець журналістського конкурсу «Часопис» у номінації «Культурний простір» (2020)[13].

## Сім'я
- Батько — тромбоніст І. Г. Ганзбург (1923-1995).
- Мати — інженер Олександра Ганзбург (1927-2022).

## Музикознавчі праці

### Книги та брошури (авторські)
- Ганзбург Г. Елисавета Кульман (материалы к библиографии). — Харьков: Институт музыкознания, 1997.
- Ганзбург Г. Статьи о Шуберте. — Харьков: РА, 1997. — 28 с. (Институт музыкознания. Шубертовское общество.) ISBN 966-7012-11-5.
- Ганзбург Г. Статьи о поэтессе Елисавете Кульман. — Харьков: Институт музыкознания — РА, 1998. — 52 с. ISBN 966-7012-03-4.
- Ганзбург Г. Музична журналістика та критика: Програма навчального курсу. — Харків, 1999. — 12 с.
- Ганзбург Г. Ваш ребенок и музыка. — Харьков, 2006. — 40 с. ISBN 966-7990-26-3.
- Ганзбург Г. Стихотворение А. С. Пушкина «19 октября 1827» и трактовка его смысла в музыке А. С. Даргомыжского. — Харьков, 2007. — 28 с. ISBN 966-7950-32-8
- Ганзбург Г. Театрализация в вокальных циклах Роберта Шумана: Исследование. — Saarbrücken: LAP Lambert Academic Publishing, 2012. — 128 с. ISBN 978-3-659-10435-0
- Ганзбург Г. О музыке Рахманинова : 2-е изд. — [Б. м.]: Издательские решения, 2015. ISBN 978-5-4474-0566-3
- Ганзбург Г. О писательнице под псевдонимом С. Свириденко. – [Б. м.]: Издательские решения, 2021. – 84 с. ISBN 978-5-0055-1340-3
- Ганзбург Г. Хронологический указатель литературы о поэтессе Елизавете Кульман. – [Б. м.]: Издательские решения, 2021. – 42 с. ISBN 978-5-0055-1834-7
- Ганзбург Г. Фатум-аккорд Чайковского. - [Б. м.]: Издательские решения, 2021. – 28 с. ISBN 978-5-0055-2837-7
- Ганзбург Г. Песенный театр Роберта Шумана. — М.: Композитор, 2022. — 148 с. ISBN 978-5-6047149-3-5
- Ганзбург Г. О поэтессе Елисавете Кульман. Очерки. – Ганновер: Семь Искусств, 2025. – 178 с. ISBN 978-1-326-50510-3

### Книги (упорядкування та редагування)
| - Харківські асамблеі. Міжнародний музичний фестиваль 1992 р. «Барокко та ХХ століття». Збірка матеріалів. / Упорядник Г. І. Ганзбург. — Харків, 1992. - Харківські асамблеї. Міжнародний музичний фестиваль 1993 р. «Шуберт та український романтизм». Збірка матеріалів / Упорядник Г. І. Ганзбург. — Харків, 1993. — 132 с. - Харківські асамблеї. Міжнародний музичний фестиваль 1994 р. «Ф. Мендельсон-Бартольді та просвітництво». Збірка матеріалів / Упорядник Г. І. Ганзбург. — Харків, 1994. — 148 с. - Шуберт и шубертианство. Сборник материалов научного музыковедческого симпозиума. / Сост. Г. И. Ганзбург. — Харьков, 1994. — 120 с. - Ф. Мендельсон-Бартольди и традиции музыкального профессионализма: Сборник научных трудов / Сост. Г. И. Ганзбург. — Харьков, 1995. — 172 с. - Харківські асамблеї-1995. Міжнародний музичний фестиваль «Роберт Шуман і мистецька молодь»: Збірка матеріалів / Упорядник Г. І. Ганзбург. — Харків, 1995. — 160 с. - Роберт Шуман и перекрестье путей музыки и литературы: Сб. науч. трудов. /Сост. Г. И. Ганзбург. — Харьков: РА — Каравелла, 1997. — 272 с. ISBN 966-7012-26-3. - Исиченко-Бурцева Т. Н. Записки оперной певицы / Сост. Г. И. Ганзбург. — Харьков: Институт музыкознания — Каравелла, 1999. — 84 с. ISBN 966-586-077-1. - Воспоминания о Марке Карминском /Сост. Г. И. Ганзбург. — Харьков: Каравелла, 2000. ISBN 966-586-005-4. - Ференц Лист и проблемы синтеза искусств: Сб. научных трудов / Сост. Г. И. Ганзбург. Под общей ред. Т. Б. Веркиной. — Харьков: РА — Каравелла, 2002. — 336 с. ISBN 966-7012-17-4 - Опера Клавдио Монтеверди «Орфей» / Сост., предисл., общая ред. Г. И. Ганзбурга. — Днепропетровск, 2007. — 70 с. - З музично-педагогічного досвіду: Збірка статей. Вип 1. / Упорядники Г. Г. Газдюк, Г. І. Ганзбург, загальна редікція А. С. Зареченської. — Харків: Сага, 2008. — 188 с. ISBN 978-966-2918-52-6 - З музично-педагогічного та дослідницького досвіду: Збірка статей. Вип 2. / Упорядник Г. І. Ганзбург, загальна редікція А. С. Зареченської — Харків: Сага, 2008. — 302 с. ISBN 978-966-2918-71-7 - Проблеми взаємодії мистецтва, педагогіки та теорії і практики освіти: зб. наук. ст. Вип. 36. / Харк. нац. ун‑т мистецтв ім. І. П. Котляревського ; ред.‑упоряд. Г. І. Ганзбург. — Харків: Видавництво ТОВ «С. А.М», 2012. — 384 с. ISBN 978-966-8591-90-7 - Зоряний час Університету мистецтв: Нариси до 95-річчя утворення ХНУМ імені І. П. Котляревського/ Ред.‑упоряд. Г. І. Ганзбург. — Харків: Вид-во ТОВ «С. А. М.», 2012. — 400 с. ISBN 978-966-8591-96-9 - Проблеми взаємодії мистецтва, педагогіки та теорії і практики освіти: зб. наук. ст. Вип. 38. / Харк. нац. ун‑т мистецтв імені І. П. Котляревського ; ред.‑упоряд. Г. І. Ганзбург. — Харків: Вид-во ТОВ «С. А. М», 2013. — 396 с. ISBN 978-617-7044-34-4 - Проблеми взаємодії мистецтва, педагогіки та теорії і практики освіти. На честь Тараса Кравцова (до 90-ліття): зб. наук. ст. Вип. 39. / Харк. нац. ун‑т мистецтв імені І. П. Котляревського; ред.‑упоряд. Г. І. Ганзбург. — Харків: Вид-во ТОВ «С. А. М», 2014. — 460 с. ISBN 978-617-7044-50-4 - Проблеми взаємодії мистецтва, педагогіки та теорії і практики освіти: зб. наук. ст. Вип. 42. / Харк. нац. ун т мистецтв імені І. П. Котляревського ; ред.-упоряд. Г. І. Ганзбург. — Харків: Вид-во ТОВ «С. А. М», 2015. — 444 с. ISBN 978-617-7302-00-0 - Проблеми взаємодії мистецтва, педагогіки та теорії і практики освіти: зб. наук. ст. Вип. 45. «Бетховен — terra incognita». / Харк. нац. ун т мистецтв імені І. П. Котляревського ; ред.-упоряд. Г. І. Ганзбург. — Харків: Вид-во ТОВ «С. А. М», 2015. - Аспекти історичного музикознавства: зб. наук. ст. Вип. Х / Харків. нац. ун-т мистецтв ім. І. П. Котляревського ; ред.-упоряд. Г. І. Ганзбург, І. Ю. Сухленко. — Харків: Водний спектр «Джі-Ем-Пі», 2017. — 304 с. ISSN 2519-4143 - Аспекти історичного музикознавства. Зб. наук. ст. Вип. 11 / Харків. нац. ун-т мистецтв імені І. П. Котляревського ; [ред.-упоряд. Ганзбург Г. І., Шубіна Л. І.]. — Харків: ХНУМ, 2018. — 216 с. ISSN 2519-4143 - Мышкис Е. Д. Мои пять жизней. Воспоминания. / Публикация и предисловие Г. Ганзбурга. — М.: Новый хронограф, 2019—664 с. ISBN 978-5-94881-452-0 |

### Статті
| - Ганзбург Г. Новый учебник гармонии // Среднее специальное образование. — 1981. -№ 12 - Ганзбург Г. К вопросу о театральном хоре // Музыкальная жизнь [М.]. — 1987. — № 11. - Ганзбург Г. К биографии Ивана Ершова // Литературное обозрение [М.]. — 1988. — № 12. - Ганзбург Г. К истории издания и восприятия сочинений Елизаветы Кульман // Русская литература [Л.]. — 1990. — № 1. — 148—155. - Ганзбург Г. О либреттологии // Советская музыка. — 1990. — № 2. - Ганзбург Г. Три подхода к музыкальному наследию // Музино-історичні концепції у минулому і сьогоденні: Матеріали Міжнародної наукової конференції / Упорядники О. Зінькевич, В. Сивохіп. — Львів: Сполом, 1997. — С. 107—111. - Ганзбург Г. Что общего между Россини и Глинкой, или Типологическая особенность романтиков первого поколения // Аспекти історичного музикознавства: Дослідження і матеріали. — Харків: Прапор, 1998. — С. 207—212. ISBN 5-7766-0719-1. - Ганзбург Г. С. Свириденко — дослідниця німецької музики та перекладачка німецькомовних лібрето // Українсько-німецькі музичні зв'язки минулого і сьогодення (за матеріалами міжнародного симпозіуму): Збірник статей / Ред. — упорядн. Т. С. Невінчана. — Київ, 1998. — С. 164—173. - Ганзбург Г. Пушкинистика и либреттология // Вісник Харківського університету № 449. Серія Філологія. Пушкін наприкінці XX століття. — Харків, 1999. — С. 261—266. ISBN 0453-8048. - Ганзбург Г. Помечтаем о музыкальной периодике // Art Line [Киев]. — 1999. — № 3. — С. 67. - Ганзбург Г. «Акорд смерті» у Шопена // Фредерик Шопен: Збірка статей. — Львів: Сполом, 2000. — С. 241—248. ISBN 966-7445-57-7. - Hansburg G. Die Reaktion der Pianistin Maria Judina auf Schostakowitschs Dreizehnte Symphonie // Dmitri Schostakowitsch und das Jüdische musikalische Erbe = Dmitri Shostakovich and the Jewish heritage in music /Hrsg. Von Ernst Kuhn. — Berlin: Kuhn, 2001. (Schostakowitsch-Studien; Bd. 3); (Studia slavica musicologica; Bd. 18) ISBN 3-92864-75-0 - Ганзбург Г. Вокальні переклади лібретних текстів як елемент мистецької історії України // Українська культура: Проблеми і перспективи. — Харків, 2004. — С. 81-86. - Ганзбург Г. О перспективах либреттологии // Музыкальный театр ХХ века: События, проблемы, итоги, перспективы / Ред.-сост. А. А. Баева, Е. Н. Куриленко. — М.: Едиториал УРСС, 2004. — С. 244—249. ISBN 5-354-00812-3. - Ганзбург Г. Либреттология: статус и перспективы // Музичне мистецтво: Збірка наукових статей. — Донецьк, 2004. — Вип. 4. — С. 27-34. - Ганзбург Г. Реєстр українських назв іншомовних музичних творів // Формування творчої особистості в інформаційному просторі сучасної культури: Матеріали ювілейної науково-практичної конференції до 60-річчя ХССМШ-і. — Харків, 2004. - Ганзбург Г. Песенный театр Роберта Шумана // Музыкальная академия [Москва]. — 2005. — № 1. — С. 106—119. - Ганзбург Г. Стилевой кризис Рахманинова: сущность и последствия // Сергей Рахманинов: История и современность: Сб. статей. — Ростов-на-Дону, 2005. — С. 263—269. ISBN 5-7509-1216-7 - Hansburg G. Aufsätze über Poetess Elisabeth Kulmann // Russland-Deutche Zeitgeschichte unter Monarchie und Diktatur. — Band 4. — Ausgabe 2004/2005 / Hrsg. A. Bosch. — Nürnberg, München, Großburgwedel, 2005. — S. 76-127. - Ганзбург Г. Стилевой кризис Глинки и «россиниевский синдром» // М. И. Глинка. К 200-летию со дня рождения. Том 1: Материалы международных науч. конф.: в 2-х тт. / Московская государственная консерватория им. П. И. Чайковского, Санкт-Петербургская государственная консерватория им. Н. А. Римского-Корсакова; отв. ред. Н. И. Дегтярева, Е. Г. Сорокина. М.: Моск. гос. консерватория им. П. И. Чайковского, 2006. — С. 176—184. - Ганзбург Г. Лейтмотив «Я» в музыке Рахманинова // С. Рахманінов: на зламі століть. Вип. 3. / Під ред. Л. А. Трубнікової. — Харків, 2006. — С. 101—105. - Ганзбург Г. К истории вокальных переводов произведений Моцарта // Музичний світ В. А. Моцарта: шляхи осягнення: Матеріали міжнародної науково-практичної конференції, присвяченої 250-річчю від дня народження В. А. Моцарта, 6-8 грудня 2006 р. / Харк. держ. акад. культури; Під заг. ред. О. О. Верби. — Харків.: ХДАК, 2006. — С. 25-28. - Ганзбург Г. Фатум-аккорд в музыке Чайковского и его предшественников // Музыка изменяющейся России. — Курск, 2007. С. 106—116. - Ганзбург Г. Прогалини у вивченні творчості Роберта Шумана як проблема музичної освіти // Науковий вісник Національної музичної академії України імені П. І. Чайковського: Збірник статей. Вип. 74 : Естетика і практика мистецької освіти. — Львів: Олір: Сполом, 2008. ISBN 978-966-665-534-2 - Ганзбург Г. Статус и перспективы либреттологии // Диалогическое пространство музыки в меняющемся мире. — Саратов, 2009. — С 26-31. ISBN 978-5-94841-073-9 - Ганзбург Г. К истории вокальных переводов произведений Й. Гайдна // Проблеми взаємодії мистецтва, педагогіки та теорії і практики освіти: зб. наук. пр. Вип. 27. Й. Гайдн — І. Котляревський: мистецтво оптимізму / Харк. держ. ун‑т мистецтв ім. І. П. Котляревського; ред.‑упоряд. Л. В. Русакова. — Харків, 2009. — С. 113—122. ISBN 978-966-8661-55-6 - Ганзбург Г. Ваша дитина і музика // Музична педагогіка та виконавство. Випуск 4. Збірка статей / Упоряд. П. Ф. Сиротюк; за заг. ред. А. А. Семешка — Тернопіль: Навчальна книга — Богдан, 2010. — С. 3-32. ISBN 978-966-10-0482-4 - Ганзбург Г. Изучение позднего творчества Р. Шумана как педагогическая проблема [Архівовано 15 липня 2014 у Wayback Machine.] // Музыкально-просветительская работа в прошлом и современности (к 90-летию учреждения Г. Л. Булычевцевым «Народной консерватории» в Курском крае): Материалы международной научно-практической конференции / Гл. ред. М. Л. Космовская. Отв. ред. С. Е. Горлинская, Л. А. Ходыревская. — Курск: Изд. Курск. гос. ун-та, 2010. — С. 131—150. - Ганзбург Г. История Изюмской народной консерватории [Архівовано 15 липня 2014 у Wayback Machine.] // Музыкально-просветительская работа в прошлом и современности (к 90-летию учреждения Г. Л. Булычевцевым «Народной консерватории» в Курском крае): Материалы международной научно-практической конференции / Гл. ред. М. Л. Космовская. Отв. ред. С. Е. Горлинская, Л. А. Ходыревская. — Курск: Изд. Курск. гос. ун-та, 2010. — С. 196—207. - Ганзбург Г. Театрализация камерных жанров в вокальной музыке Р. Шумана // Проблеми взаємодії мистецтва, педагогіки та теорії і практики освіти: зб. наук. пр. Вип. 28. / Харк. держ. ун-т мистецтв ім. І. П. Котляревського; ред.-упоряд. Л. В. Шаповалова. — Харків, 2010. — С. 145—158. ISBN 978-966-8591-45-7 - Ганзбург Г. Фридерік Шопен // Країна знань [Київ]. — 2011. — № 1 (27). — С. 48-49. - Ганзбург Г. Тем, кто не знает Шуберта // Страна знаний [Киев]. — 2011. — № 2 (28). — С. 34-37. - Ганзбург Г. Драматизация камерной вокальной музыки в лидершпилях Р. Шумана // Проблеми взаємодії мистецтва, педагогіки та теорії і практики освіти: зб. наук. ст. Вип. 33. / Харк. нац. ун‑т мистецтв ім. І. П. Котляревського; ред.‑упоряд. Л. В. Шаповалова. — Харків: Видавництво ТОВ «С. А.М», 2011. — С. 41-51. ISBN 978-966-8591-71-6 - Ганзбург Г. Вокальні переклади лібретних текстів — складові мистецької історії України // Бортнянський Д. Сокіл: Опера, клавір / Переклад, літ. ред., післямова М. Стріхи, передмова Г. Ганзбурга, упор. А. Бондаренко. — Київ — Дрогобич: С.Сурма, 2012. — С. 4-8. ISBN 978-966-96945-1-3 - Ганзбург Г. Театральзация и драматизация камерных жанров в вокальной музыке Р. Шумана [Архівовано 17 травня 2018 у Wayback Machine.] // Искусство музыки: теория и история. — 2012. — Выпуск 5. - Ганзбург Г. Консерваторія в університетському статусі // Музика [Київ]. — 2014. — № 3. — С. 46-47. - Ганзбург Г. Просторові ефекти в звучанні музики // Вісник Київського національного університету культури і мистецтв. Серія: Музичне мистецтво. — 2020. — Том 3. — № 1. — С. 27-36. - Ганзбург Г. Предисловие // Либреттология. Восьмая нота в гамме. Сборник статей: учебное пособие / Ю. Димитрин, А. Стеценко (составление) ; Г. Ганзбург (предисловие). — Санкт-Петербург: Лань: Планета музыки, 2020. — 336 с. — (Учебники для вузов. Специальная литература). ISBN 978-5-8114-5032-9 ISBN 978-5-4495-0454- |

### Фольклорні збірки
| - Українські народні пісні з нотами. Чом ти не прийшов… / Упоряд. Г. І. Ганзбург. — Харків: Фоліо, 2002. — 286 с. ISBN 966-03-1752-2 - Українські народні пісні з нотами. Засвіти свічу восковую / Упоряд. Г. І. Ганзбург. — Харків: Фоліо, 2002. — 286 с. ISBN 966-03-1751-4 - Русские народные песни с нотами. Расцвели цветы лазоревые / Сост. Г. И. Ганзбург. — Харьков: Фолио, 2003. — 287 с. ISBN 966-03-1974-6 - Русские народные песни с нотами. Ты взойди, солнце красное / Сост. Г. И. Ганзбург. — Харьков: Фолио, 2003. — 287 с. ISBN 966-03-1975-4 - Українські народні пісні з нотами. Кого люблю, мій буде / Упоряд. Г. І. Ганзбург. — Харків: Фоліо, 2004. — 287 с. ISBN 966-03-2249-6 - Расцвели цветы лазоревые. Русские народные песни с нотами. / Сост. Г. И. Ганзбург. — Ростов-на-Дону: Феникс, 2007. — 287 с. ISBN 978-5-222-11069-0 - Ты взойди, солнце красное. Русские народные песни с нотами. / Сост. Г. И. Ганзбург. — Ростов-на-Дону: Феникс, 2007. — 287 с. ISBN 978-5-222-11070-6 - Українські народні пісні з нотами. / Упоряд. Г. І. Ганзбург. — Харків: Сага, 2009. — 840 с. ISBN 978-966-2918-98-4 |

### Нотні видання (упорядкування та редагування)
| - В.Моцарт. Рондо для фортепиано. (Предисловие, редакция, составление серии).-Харьков: Колледж, 1993.-6 с. - Ф.Шуберт. Смерть и девушка. Для голоса и фортепиано. (Редактирование, первая публикация перевода В.Коломийцева, составление серии).-Харьков: Колледж, 1993.-4 с. - Ф.Мендельсон-Бартольди. Скерцо из музыки к комедии В.Шекспира «Сон в летнюю ночь» (Ор.61, № 1). Транскрипция для фортепиано Сергея Рахманинова. (Вступительная статья, составление серии) — Харьков: Форт, 1994. - Карминский М. Дорога к храму: Для детского или женского хора. (Редактирование, упорядкування серії).-Харьков: Институт музыкознания, 1995.-70 с. - Карминский М. Еврейская молитва: Для скрипки соло. (Редактирование, упорядкування серії).-Харьков, Институт музыкознания, 1995.-4 с. - Іванов В. Без надії сподіваюсь: Для голосу (або хору) з фортепіано /Вірші Лесі Українки. (Редагування, упорядкування серії).-Харків, Інститут музикознавства, 1996.-28 с. - Ганзбург Г. Псалом № 136: Для хору /Вірші Т.Шевченка. (Редактирование, составление серии). -Харків: Інститут музикознавства, 1996.-16 с. - Ганзбург Г. Свете тихий: Для голоса и фортепиано /Стихи М.Цветаевой. (Редактирование, составление серии). -Харьков: Институт музыкознания, 1996.-8 с. - Ганзбург Г. Не проклинай: Для голосу з фортепіано /Вірші С.Черкасенка. (Редагування, упорядкування серії).-Харків: Інститут музикознавства, 1996. - Дворжак А. Библейская песнь. Ор. 99 № 7: Для голоса и фортепиано. /Стихи из Библии, пер. Г.Ганзбурга. (Редактирование, составление серии).- Харьков: Институт музыкознания, 1996.- 4 с.; 2-е изд.: Харьков: Фолио — Москва: АСТ, 2000. - Шуберт Ф. Лебединая песня: Для голоса и фортепиано. /Стихи Зенна, пер. Г.Ганзбурга. (Редактирование, составление серии).- Харьков: Институт музыкознания, 1996.- 4 с.; 2-е изд.: Харьков: Фолио — Москва: АСТ, 2000. - Шуберт Ф. Тэкла: Для голоса и фортепиано. /Стихи Ф.Шиллера, пер. А.Кочеткова (Редактирование, составление серии).- Харьков: Институт музыкознания, 1996.-8 с.; 2-е изд.: Харьков: Фолио — Москва: АСТ, 2000. - Шуман Р. Первое свидание: Для двух женских голосов (или хора) с фортепиано. Ор. 74 № 1. /Стихи Э.Гейбеля, пер. Г.Ганзбурга. — Харьков: Институт музыкознания, 1996.- 4 с.; 2-е изд.: Харьков: Фолио — Москва: АСТ, 2000. - Збірка творів для дитячого хору/Упорядкування та передмова С.Прокопова. (Загальна редакція, упорядкування серії).-Харків: Інститут музикознавства, 1996.- 78 с.; 2-е изд.: Харьков: Фолио — Москва: АСТ, 2000. - Борисов В. Т. Детская тетрадь: Для фортепиано.- Харьков: Институт музыкознания, 1996.-24 с. - Вершины вокальной лирики: Для голоса и фортепиано. Вып. 1. — Харьков: Институт музыкознания, 1997. — 20 с.; 2-е изд.: Харьков: Фолио — Москва: АСТ, 2000. - Перселл Г. Две арии Дидоны из оперы «Дидона и Эней». — Харьков: Фолио — Москва: АСТ, 2000. - Россини Дж. Слеза: Для виолончели и фортепиано. — Харьков: Фолио — Москва: АСТ, 2000. - Бах И. С. «Друг, подойди…»: Для голоса и фортепиано. — Харьков: Фолио — Москва: АСТ, 2000. - Карминский М. В. Песни о Войне и Победе: Для голоса (хора) и фортепиано / Ред.-сост. Серии Г. И. Ганзбург. — Харьков: Каравелла, 2002. — 80 с. (Серия «Нотная коллекция») ISBN 5-7707-6792-8 - Малер Г. Песни об умерших детях. — М.: Торопов, 2005. — 32 с. |